# Paracinipe sulphuripes
Paracinipe sulphuripes is een rechtvleugelig insect uit de familie Pamphagidae. De wetenschappelijke naam van deze soort is voor het eerst geldig gepubliceerd in 1942 door Uvarov.